# Oxyopes reddyi
Oxyopes reddyi là một loài nhện trong họ Oxyopidae.
Loài này thuộc chi Oxyopes. Oxyopes reddyi được miêu tả năm 2004 bởi Majumder.